# La Cofradía, Zacapu
La Cofradía är en ort i Mexiko.   Den ligger i kommunen Zacapu och delstaten Michoacán de Ocampo, i den södra delen av landet, 270 km väster om huvudstaden Mexico City. La Cofradía ligger 1 995 meter över havet och antalet invånare är 429.
Terrängen runt La Cofradía är kuperad söderut, men norrut är den platt. Runt La Cofradía är det ganska tätbefolkat, med 75 invånare per kvadratkilometer. Närmaste större samhälle är Zacapú, 7,2 km nordväst om La Cofradía. I omgivningarna runt La Cofradía växer huvudsakligen savannskog.